# Niedobór kinazy pirogronianowej
Niedobór kinazy pirogronianowej – defekt enzymatyczny krwinek czerwonych polegający na braku lub niedoborze kinazy pirogronianowej (PK), ważnego enzymu szlaku glikolizy. W znacznej mierze ma charakter wrodzony, związany z dziedziczeniem. Tylko znikomy odsetek chorych ma nabytą postać zaburzenia. 

## Epidemiologia
Niedobór wrodzony PK to najczęstsza w Europie Północnej (40% przypadków) przyczyna wrodzonej niesferocytowej niedokrwistości hemolitycznej spowodowanej defektem enzymatycznym erytrocytu. Dziedziczony jako cecha autosomalna recesywna. U homozygot występuje prawie zupełny brak enzymu. U heterozygot aktywność  enzymu wynosi ok. 50% normy.

## Etiologia
Wrodzona postać wynika z zaburzeń genetycznych. Nabyty niedobór kinazy pirogronianowej może wystąpić w ostrych białaczkach szpikowych i po chemioterapii.
Kinaza pirogronianowa katalizuje ostatni etap glikolizy beztlenowej, dostarczającej energii erytrocytom (zapewnia funkcjonowanie krwinek oraz integralność ich błony). Niedobór powoduje, że erytrocyty stają się sztywne i ulegają rozpadowi o niejasnym mechanizmie. 

## Patogeneza
Prawdopodobnie dochodzi do przedwczesnego niszczenia retykulocytów i młodych erytrocytów w śledzionie. Zaburzenie metabolizmu glukozy skraca czas przeżycia erytrocytów, upośledza też dojrzewanie śledzionowych prekursorów erytropoezy i nasila ich apoptozę. Zablokowanie ostatniego stadium glikolizy prowadzi do gromadzenia się metabolitu 2,3-difosfoglicerynianu, co przesuwa krzywą dysocjacji hemoglobiny w prawo i zwiększa dostarczenie tlenu do tkanek.

## Przebieg
Ujawnia się zwykle wcześnie (wewnątrzmaciczne obumarcie płodu, zgon noworodka tuż po porodzie, anemia hemolityczna we wczesnym dzieciństwie). U heterozygot może ujawnić się w wieku dojrzałym. 

## Obraz kliniczny
Różny. Od łagodnej, skompensowanej hemolizy aż do ciężkiej niedokrwistości hemolitycznej zagrażającej życiu, wymagającej przetoczeń KKCz.

## Rozpoznanie
- niedokrwistość z Hb 4-10 g/dl
- anizocytoza erytrocytów, akantocyty
- retykulocytoza (5-20%, >100 tys./µl)
- wykładniki hemolizy
- zmniejszona aktywność kinazy pirogronianowej w erytrocytach
- prawidłowa oporność osmotyczna erytrocytów

Kryteria rozpoznania: obraz kliniczny, wyniki badań pomocniczych + oznaczenie aktywności PK.
Rozpoznanie różnicowe: inne wrodzone niedokrwistości hemolityczne.

## Leczenie
- suplementacja doustna kwasu foliowego (1-5 mg/d)
- przetoczenia KKCz – przy nasilonej niedokrwistości
- splenektomia – przy ciężkiej niedokrwistości, u chorych wymagających częstych przetoczeń KKCz, ze zwiększonym wychwytem erytrocytów w śledzionie i powiększeniem śledziony
- alogeniczne przeszczepienie krwiotwórczych komórek macierzystych (HCT) – u chorych z hemolizą nie ustępującą po splenektomii

## Literatura
- Praca zbiorowa, red. Andrzej Szczeklik, "Choroby wewnętrzne - stan wiedzy na rok 2011", Medycyna Praktyczna, Kraków 2011, ISBN 83-7430-289-5